# تب مدیترانه‌ای فامیلیال
تب مدیترانه‌ای فامیلیال (Familial Mediterranean fever) اختلالی نادر و غیر عفونی است که با حملات گهگاهی تب، همراه با درد شکمی و گاه درد قفسه سینه و درد و التهاب مفصل مشخص می‌گردد. التهاب مفاصل (آرتریت) و سروز (پریتونیت و پلوریت) (اصطلاحاً پلی سروزیت عودکننده) در بیماران محتمل است. این بیماری اساسی ژنتیکی دارد و در ناحیه مدیترانه و خاورمیانه مشاهده می‌شود.

## شیوع بیماری
در بسیاری از بیماران، بیماری قبل از سن ۲۰ سالگی شروع می‌شود. در ایران بیماران اغلب از نژاد ترک آذری یا یهودی هستند. شایعترین علامت در بیماران تب و درد شکمی است. بیماری به دلیل جهش در ژن MEFV در کروموزوم ۱۶ است و به‌طور اتوزومال مغلوب به ارث می‌رسد. تکرار حملات این بیمارای در طولانی مدت (پس از چندسال) باعث بروز عارضه‌ای به نام آمیلوئیدوز به خصوص در کلیه می‌شود که نتیجه آن از کار افتادن کلیه می‌باشد.
اغلب بیماران به کلشی سین پاسخ می‌دهند.

## افراد سرشناس دارای این بیماری
- فرکیوکو یا FreqCo